# بيت الغباري (أرحب)

تعديل مصدري - تعديل

بيت مساعد هي إحدى قرى عزلة بني على بمديرية أرحب التابعة لمحافظة صنعاء، بلغ تعداد سكانها 164 نسمة حسب تعداد اليمن لعام 2004.